# ハシゴクラゲ
ハシゴクラゲ （学名：Climacocodon ikarii Uchida） はヒドロ虫綱に属するクラゲの一つ。傘の外に段差を持って触手を出す特徴がある。またポリプまで浮遊性である。

## 特徴
このクラゲは内田亨によって北海道忍路の採集品に基づいて1924年に記載された。1mmほどの小さなクラゲであるが、放射管に沿った傘の外側に、段々のように触手を持ち、このような配置は他に例がない。また、この記載時に、同時にポリプも記載され、それが浮遊性のものであった。Kubota(1979)は、このクラゲを形容するのに「aberrant(常軌を逸した・異常な、の意)な浮遊性ヒドロ虫」と書いている。

### クラゲ
傘はほぼ立方体の形で、高さ1mm、幅0.6mm。放射水管4本が傘の縁に伸び、それが傘の縁に達した所から触手が伸びるのが普通のクラゲの構造だが、本種ではこの位置には触手はない。触手は傘の側面、放射水管に沿って傘の外面から出る。その配置は傘の上の水平面の端から始まり、最初に1本、そこから下向きに2本ずつが3段に出る。口柄は大きく、フラスコを逆さにしたような形。生殖腺は口柄の周りに発達する。色は透明で、放射水管、環状水管、それに口柄は褐色。
しかし Kubota(1979)が室蘭で採集したものは更に大きな個体を含み、形態も異なっていたと報告している。その時の大きな個体は傘の高さ4.6mmに達し、触手の集まりは5段に達した。この時同時に採集されたものの中では、傘の高さ2mmのものでも触手を5セット持つものがあった。このうち、上の3セットまではそれまで記録されていたものとほぼ同じであり、その下の4つ目のセットには触手がやはり2本であったが、5番目のセットには多数の触手があり、小さい個体では2-4本だが、大きいものでは17本にも達した。

### ポリプ
ポリプにはヒドロ茎がなく、浮遊生活するものとされる。
最初期の幼生にはヒドロ柄も水母芽もなく、これはアクチヌラの状態にあると取れる。その大きさは0.3-0.5mm程と小さく、乳白色をしている。口は短い管状の口円錐の先にあり、口円錐の側面、口より少し下に数本の細長い口触手が環状に並ぶ。また、丸っこい胃腔を囲んで、反口触手が2か3の塊をなし、それぞれ10本ほどの触手を含む。反口触手は口触手より長い。
実験室内では放出された幼生は約1週間後に水母芽を形成し始めたが、それはごく始まりであり、水母芽の数はごく少ない。この時点でポリプの大きさは0.7mm程だが、次第に成長して水母芽の数を増し、25日後には長さ1.6-2.3mm、幅は0.8-0.9mmに達した。口円錐は筒状で長さ1.0-1.4mmとポリプの大きな部分を占め、この部分は大きく伸び縮み出来る。口触手は口よりやや下に環状に並ぶが、最初の列の内側に新たにもう1列を生じる。その長さは最初のものより短い。胴体部分は丸くふくれ、やはり2ないし3の反口触手の束がある。水母芽は口円錐の基部周辺に発達し、それぞれ15-30以上までの水母芽が一つの枝にまとまり、それが5-7個ある。
このポリプの構造は、クダウミヒドラ属 Tubularia などに似ているが、それらはヒドロ茎とヒドロ根で他物に固着しているものである。ただし、荒波などに晒された場合、これが切り離される例があり、それがこの種のポリプの起源に関わるとの考えもあった。しかしKubotaはこのポリプの発達の過程で固着に関する構造が全く見られないことから、本来的に固着性のものではないと考える。この形は海水中ではプランクトン生活に適応したものと見られるが、止水中では沈んで生存することも可能である。

### シスト
Kubota(1993)は本種の休眠態としてシストを確認した。それによると、1月に採集したクラゲを飼育中、産み出された卵がそのまま容器の壁に張り付き、被膜を分泌してシストになった。シストは平らでやや盛り上がった形で乳白色。直径0.22-0.28mmであった。これを海水を交換しながら維持すると、海水温6℃で3ヶ月後、海水温12℃では1ヶ月後にポリプが出現した。このポリプは普通にクラゲから放出されるものと同じ形で、飼育するとやはり通常のクラゲを作った。Kubotaは本種がクラゲであれポリプであれ、寒い時期にしか姿を見せないことから、本種はそれ以外の時期をシストの状態で過ごしているのだと推定している。

## 生殖と発生
卵は口柄の部分で受精し、アクチヌラまでの発生をここで行う。

## 分布
珍しいものであり、冬から春に北海道沿岸で採集される。それ以外の地域から確実な記録はない。ベトナムで1度採集された報告があるが、その記載はごく短い。